# Parmaturus albipenis
Parmaturus albipenis — вид рода кошачьих акул-парматурусов (Parmaturus) семейства кошачьих акул (Scyliorhinidae). Описан недавно по единственному известному экземпляру.

## Таксономия
Впервые описан в 2007 году в научном журнале «Zootaxa». Голотип представляет собой взрослого самца длиной 41,5 см, пойманного у северного побережья Новой Каледонии в 1994 году.  

## Ареал и среда обитания
Этот вид обитает в западной части Тихого океана у берегов Новой Каледонии на глубине 688—732 м. 

## Описание
У Parmaturus albipenis мягкое тело с бархатистой кожей, покрытой плакоидной чешуёй с тремя зубцами. Окрас ровного коричневого цвета, на фоне которого выделяются беловатые птеригоподии. Каудальные края дорсальных, хвостового и анального плавников имеют белую окантовку. Верхний и нижний края хвостового плавника несут ярко выраженный гребень. Его покрывают увеличенные чешуйки с удлинённым центральным зубцом. Зубы также имеют удлинённый центральный зубец и два небольших латеральных острия. На верхней и нижней челюстях по 92 зубных ряда. Первый спинной плавник слегка сдвинут назад относительно середины тела. Брюшные плавники расположены перед серединой тела. Расстояние от кончика морды до брюшных плавников составляет 47% от длины тела. Морда относительно короткая, длина короткого рта составляет 3,7% от длины тела.  По углам рта имеются короткие губные борозды. Голова короткая и приплюснутая. Второй спинной плавник крупнее первого. Всего 136 позвонков. 

## Взаимодействие с человеком
Опасности для человека не представляет. Коммерческой ценности не имеет. Для определения статуса сохранности вида недостаточно данных.